# Andrzej Ruszkowski (miecznik)
Andrzej Ruszkowski herbu Pobóg (ur. 1563, zm. 1619) – miecznik kaliski i właściciel Nowej Wsi, Barczewa, Ruszkowa i Złoczewa. W 1605 i 1607 r. był posłem na sejm Rzeczypospolitej w Lublinie.
Pochodził ze średnio zamożnej rodziny szlacheckiej z Ruszkowa, był synem Stanisława Ruszkowskiego (1529-1597), rotmistrza w wyprawach Stefana Batorego przeciwko Moskwie, miecznika sieradzkiego i chorążego kaliskiego oraz Urszuli de Modliszewice Duninówny. Poślubił Zofię Tarnowską (zm. 1626r.), córkę Kacpra Tarnowskiego, kasztelana konarskiego, z którą miał pięciu synów i dwie córki. Pod koniec XVI wieku przebywał we Włoszech, prawdopodobnie jak podają nieliczne źródła, miała to być pokuta za popełnioną zbrodnie. Albert Bratkowski panegirysta w swoim dziele poświęconemu Andrzejowi Ruszkowskiemu napisał:
„[..] niedawno ten wspaniały przekroczył cała dzikość ptasiego lotu – napłynęły chmury, tak jak niebiański Bóg dobrotliwy dał ci błogosławieństwo, gwałt zadany miłości [..] chociaż chciałeś bliskie miejsce w zamku Boga zająć, w którego zwątpiłeś.”
Informacje tę potwierdza również napis na obrazie „Święty Franciszek adorujący Chrystusa na krzyżu” z portretem Ruszkowskiego klęczącego u stóp krzyża.
„Nieszczęśliwemu Dobroczyńscy, Przyjacielowi mojemu, którego klątwa dotknęła za krew przelaną. Odpowiedź z krzyża: Cnota zwyciężyła. Niech żyje w pokoju. Niech żyje w chwale. Ostatnia wola Fundatora. Ciało ziemią posypawszy, przez Ducha natchniony, skruszony, dobre imię modlitwą odzyskał [..]”
Po śmierci ojca został dziedzicem dóbr Złoczewskich, a także Nowej Wsi, Ruszkowa i Barczewa. Widząc dobre położenie geograficzne Złoczewa względem znanych szlaków handlowych, postanowił uczynić ze Złoczewa miasto. Zgodnie ze średniowieczna tradycją musiał najpierw wybudować kościół. W 1600 r. wystosował list do zarządzającego diecezją gnieźnieńską arcybiskupa Stanisława Karnkowskiego z prośba o pozwolenie na budowę kościoła i odrębnej parafii. Ze stworzonej przez siebie fundacji w 1603 r. wybudował kościół pod wezwaniem Narodzenia Najświętszej Maryi Panny. Ruszkowski zmienił jednak zdanie i postanowił dobudować do kościoła kamienicę klasztorną, a dla nowo powstałej parafii wybudować nową świątynię. Od 14 grudnia 1605 r. Złoczew otrzymał prawa miejskie. W latach 1609–1611 wybudowano konwent. W latach 1609–1611 wybudowano drewniany kościół parafialny, który po dwóch latach Ruszkowski kazał rozebrać i postawić nowy murowany. Ufundował w 1612 r. szkołę dla dzieci chłopskich i mieszczańskich. Nowy kościół parafialny powstał w 1617, tego samego roku Ruszkowski wybudował w mieście murowany pałac, który stał się jego siedzibą. W swoich dobrach wybudował karczmę, huty szkła okiennego i butelkowego, browar i cegielnię.
Andrzej Ruszkowski zmarł 25 czerwca 1619 roku. Został pochowany w krypcie kościoła klasztornego oo. bernardynów w Złoczewie. O jego śmierci napisano:
„D O M. Pielgrzymie zatrzymaj się przed ołtarze z powagą. Oto prochy Andrzeja de Roxyce Ruszkowskiego miecznika kaliskiego, założyciela tego Konwentu Braci Mniejszych reguły św. Franciszka spoczywające wraz z zakonnikami pod tym kamieniem proszą o modlitwę. Mąż miły Bogu, Rycerz wierny Królowi, Szlachcic Ojczyznę miłujący, Przyjaciel przyjacieli swych przyjaciół, pełen anielskiej pobożności i miłości, pełen wszelkich cnót. Taką zostawił po sobie pamięć. zmarł w Roku Pańskim 1619, przeżywszy 56 lat. Pielgrzymie, pomódl się za Zmarłego”